# Emil Hansius
Anders Emil Berglund Hansius, född 23 februari 1995 i Luleå domkyrkoförsamling, Norrbottens län, är en svensk youtuber och influerare som har gjort sig känd genom sin YouTube-kanal där han publicerar humor- och reaktionsvideor. Kanalen har över 480 000 prenumeranter (8 augusti 2025) och Hansius har listats som en av de mäktigaste på sociala medier, enligt Medieakademins Maktbarometer.

## Biografi
Emil Hansius startade sin YouTube-kanal år 2016 och har sedan dess delat med sig av både vardagsliv och äventyr, från reaktioner på populära svenska program och trender, till samarbeten. Han har deltagit i en rad olika projekt och utmaningar som dokumenteras på hans kanal. Bland annat har han testat livet som polis, livet som en SHL-stjärna för en dag och EPA-raggare.
År 2023 utsågs Hansius till Årets Piteåbo av Piteå tidning. År 2024 var han programledare för Musikhjälpen tillsammans med Linnéa Wikblad och Assia Dahir.
Tillsammans med sin partner Josefine Kitti har han tvillingar födda 2022.

## Inflytande
Maktbarometern som ges ut av Medieakademin och mäter inflytande bland svenskar i sociala medier rankade år 2020 för första gången Hansius som en av de trettio "mäktigaste" på YouTube. Året därpå blev han även en av de trettio högst rankade i listan över "årets makthavare" som tar med inflytande i alla plattformar som Maktbarometern följer. År 2023 erhöll han sin dittills högsta placeringar på dessa rankingar som den fjärde mäktigaste på YouTube och en elfte plats i listan över "årets makthavare".
|                      | 2019 | 2020 | 2021 | 2022 | 2023 |
| -------------------- | ---- | ---- | ---- | ---- | ---- |
| Mäktigast på Youtube | 84   | 29   | 8    | 7    | 4    |
| Årets makthavare     |      | 82   | 26   | 19   | 11   |